# The Zombies
A The Zombies (vagy egyszerűen csak Zombies) brit rock/beat/pop együttes a hertfordshire-i St Albans-ból. 1958-ban alakultak meg. A zenekar egészen a mai napig aktív. Karrierjük alatt hét nagylemezt adtak ki, amelyek közül a harmadik, az Odessey and Oracle szerepel az 1001 lemez, amit hallanod kell, mielőtt meghalsz című könyvben. Közreműködtek a Bunny Lake is Missing című film zenéjéhez is. Colin Brunstone az egyetlen olyan zenész, aki a kezdetektől fogva szerepel a Zombies-ban.
Legismertebb dalaik a She's Not There, a Tell Her No és a Time of the Season. 1968-as albumuk a századik helyet szerezte meg a Rolling Stone "Minden idők 500 legjobb albuma" listáján. 2019-ben az együttest beiktatták a Rock and Roll Hall of Fame-be.

## Tagjai

### Jelenlegi tagjai
- Colin Brunstone – ének
- Rod Argent – billentyűs hangszerek, vokál, ének
- Tom Toomey – gitár, vokál
- Jim Rodford – basszusgitár, vokál
- Steve Rodford – dobok

## Diszkográfia
- Begin Here (1965) (nagy-britanniai bemutatkozó lemez)
- The Zombies (1965) (amerikai bemutatkozó lemez)
- Odessey and Oracle (1968)
- New World (1991)
- As Far as I Can See... (2004)
- Breathe Out, Breathe In (2011)
- Still Got That Hunger (2015)